# St. Stephan (Sprendlingen)

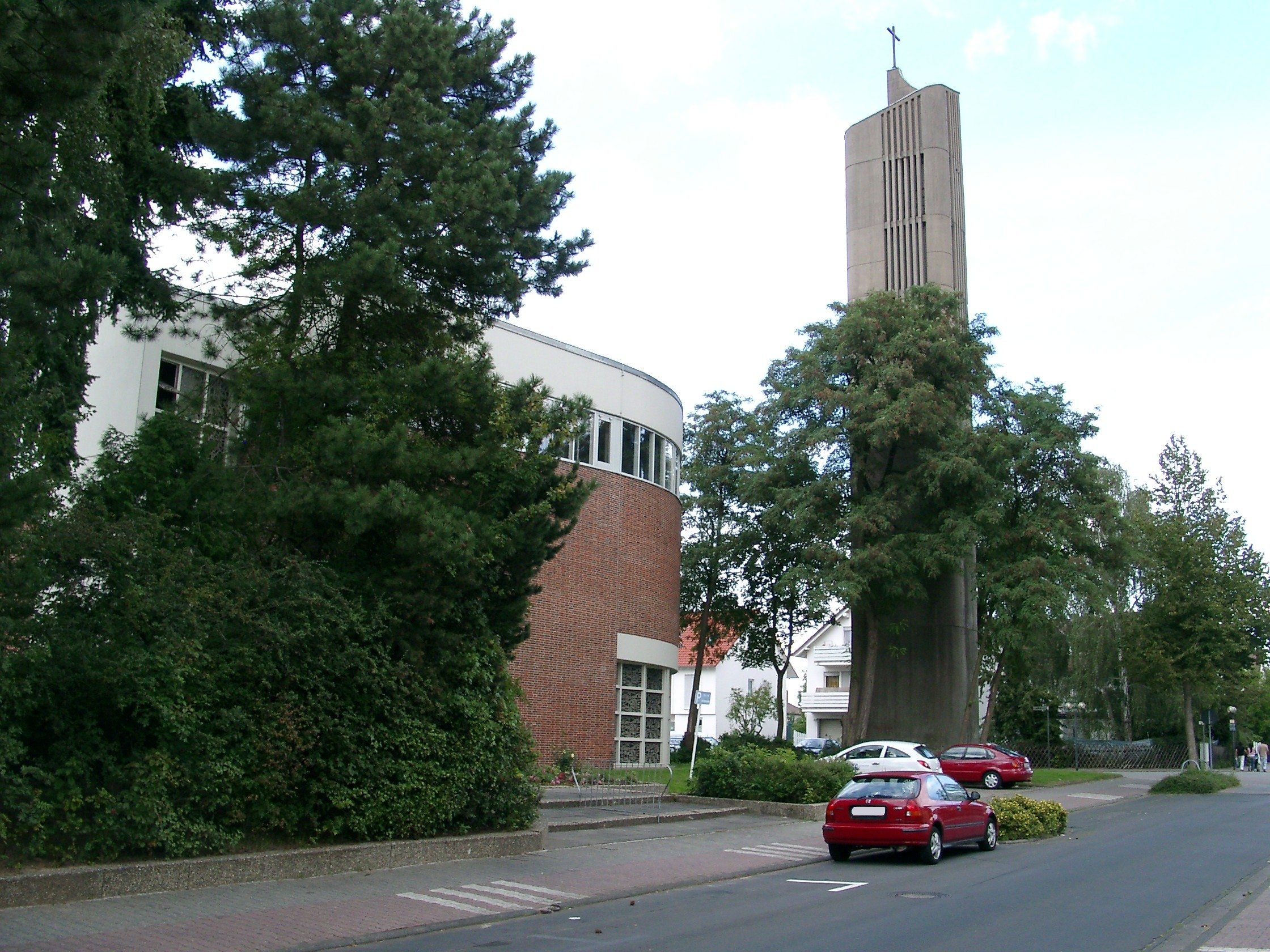
Die katholische Pfarrkirche St. Stephan in Sprendlingen, erbaut 1965–1966

Die römisch-katholische Pfarrkirche St. Stephan ist ein im Stil der Moderne errichtetes Kirchengebäude im Dreieicher Stadtteil Sprendlingen in Südhessen. Zusammen mit den Kirchen St. Laurentius in Sprendlingen und Heilig Geist in Buchschlag bildet sie die katholische Pfarrei St. Laurentius Dreieich, die zum Pastoralraum Dreieich-Neu-Isenburg der Region Mainlinie im Bistum Mainz gehört.

## Geschichte
Nach Ende des Zweiten Weltkriegs verzeichnete die Gemeinde Sprendlingen infolge des Zuzugs vieler katholischer Heimatvertriebener aus dem Sudetenland ein starkes Bevölkerungswachstum. Ab Mitte der 1950er Jahre bot die für etwa 200 Gläubige ausgelegte katholische Kirche Sprendlingens St. Laurentius nicht mehr genügend Platz für alle Gottesdienstbesucher. Daher wurde im Norden Sprendlingens ab 1965 mit dem Bau einer zweiten katholischen Kirche begonnen. Der im Stil der Moderne errichtete Neubau wurde nach Plänen des Darmstädter Architekten Josef Leibl ausgeführt, der 30 Jahre zuvor auch die Pläne für St. Laurentius entworfen hatte. Nach einjähriger Bauzeit konnte die neue Kirche am 25. September 1966 durch den Mainzer Bischof Hermann Volk geweiht werden.
Von 1996 bis 1998 sowie erneut von 2006 bis 2008 wurden umfassende Renovierungs- und Umgestaltungsarbeiten in der Kirche vorgenommen. 2012 wurde St. Stephan mit den katholischen Kirchen im Norden Dreieichs, St. Laurentius (Sprendlingen) und Heilig Geist (Buchschlag), zur neuen Pfarrei St. Laurentius zusammengefasst, deren Pfarrkirche sie seitdem darstellt.

## Baubeschreibung
Die im Norden Sprendlingens gelegene Kirche gliedert sich in einen Campanile im Südosten und ein dreiecksförmig in die Breite gebautes Kirchenschiff mit zeltartigem Dach im Nordwesten. Sie bietet in ihrem Inneren Platz für etwa 450 Gläubige. Der große und offene, auf den Altar weitläufig zulaufende Innenraum zeugt von einer Orientierung an den Richtlinien des Zweiten Vatikanischen Konzils. Besonders markant sind die in Orange-, Gelb- und Blautönen gestalteten Wandgemälde im ansonst weiß gehaltenen Raum von Eberhard Münch. Sie zieren die Kirche seit Abschluss der Renovierungsarbeiten 2006–2008.

## Glocken
Das Geläut von St. Stephan bestand anfangs nur aus zwei Glocken, die 1972 von der Heidelberger Glockengießerei hergestellt wurden. Im Jahr 2020 wurde es durch Aufhängung von zwei weiteren gebrauchten Glocken zu einem vierstimmigen Geläut erweitert, welches in seiner Gesamtheit erstmals am Dreifaltigkeitssonntag desselben Jahres erklang.
| Nr. | Glockenname                | Gewicht | Durchmesser | Schlagton | Gussjahr     | Glockengießerei                    |
| --- | -------------------------- | ------- | ----------- | --------- | ------------ | ---------------------------------- |
| 1   | Stephanus-Glocke           | 1346 kg | 1255 mm     | es′       | 1972         | Heidelberger Glockengießerei       |
| 2   | Elisabeth-Glocke           | 1038 kg | 1150 mm     | f′        | 1972         | Heidelberger Glockengießerei       |
| 3   | Johannes-der-Täufer-Glocke | 0678 kg | 0965 mm     | as′       | 1930er Jahre | Causard/Colmar                     |
| 4   | Paulus-Glocke              | 0248 kg | 0770 mm     | c′′       | 1953         | Glocken- und Kunstgießerei Rincker |

Die Paulusglocke hing ursprünglich im Turm einer evangelischen Kirche in Düsseldorf, die heute entwidmet ist. Die Johannes-der-Täufer-Glocke stammt aus einer unbekannten Kirche im Elsass und gelangte über die Glockengießerei der Abtei Maria Laach ins Bistum Mainz.